# Saošjant
Saošjant, avestánsky „spasitel, patron, dobrodinec, pomocník“, středopersky Sóšjans, je zarathuštrický termín s proměnlivým významem. Ve starší Avestě je používán pouze v plurálu pro dobové i budoucí osoby obzvláštních náboženských kvalit, včetně Zarathuštry, v mladší Avestě pak specificky odkazuje na spasitelské postavy figurující v představách o Frašókereti – konci světa. Ve středoperské literatuře už se pak objevuje pouze jeden Sóšjanš jako poslední ze tří spasitelských postav.
V mladší Avestě se kromě více saošjantů objevuje jaštu 19 Saošjant jediný zvaný Saošjant Verethragan „Saošjant Vítězný“ nebo Astvat-ereta, jež se zrodí z jezera Kãsaoje jako syn Víspa-taurvairí „přemožitelky všech“, jež byla oplodněna Zarathuštrovým semenem. Jeho zbraní bude střela, kterou Thraétaona zabil Aži Daháku a kterou používali i další hrdinové, společně se svými druhy přemůže Drudž „Lež“ a nastolí ráj.
Ve středoperské tradici je Sóšjans posledním ze tří synů jež se zrodili v jezeru Kajansíh ze Zarathuštrova semene. Jeho bratři Ušédar a Ušédarmáh přinesou světu krátkodobé zvýšení dobra, jemuž však následuje úpadek, a až on provede konečnou oběť býka Hadajánše, z jehož tuku vzejde bílý hóm, který přinese všem lidem nesmrtelnost.